# Papilionanthe taiwaniana
Papilionanthe taiwaniana är en orkidéart som först beskrevs av Shao Shun Ying, och fick sitt nu gällande namn av Paul Ormerod. Papilionanthe taiwaniana ingår i släktet Papilionanthe och familjen orkidéer. Inga underarter finns listade i Catalogue of Life.